# Ohio v. Robinette
Ohio v. Robinette ist ein 1996 am Obersten Gerichtshof der Vereinigten Staaten verhandelter Fall zu den Rechten von Fahrzeugführern bei Verkehrskontrollen, insbesondere der Frage, ob einem Fahrzeugführer das Ende einer Verkehrskontrolle, und damit das Recht zur Fortsetzung seiner Fahrt, bekannt gegeben werden muss, bevor der Fahrzeugführer um seine Zustimmung zu einer Durchsuchung seines Fahrzeugs ersucht werden kann.

## Hintergrund
Robert Robinette geriet auf dem Interstate Highway 70 nahe Dayton, Ohio, wegen Geschwindigkeitsüberschreitung in eine Verkehrskontrolle. Robinette wurde aufgefordert, aus dem Auto zu steigen und seinen Führerschein zur Kontrolle zu übergeben. Da bisher keine Verkehrsverstöße seitens Robinettes vorlagen, beließ es der kontrollierende Polizist bei einer mündlichen Verwarnung und händigte ihm seine Fahrzeugpapiere wieder aus. Bevor Robinette seine Fahrt fortsetzen konnte, fragte der Polizist noch, ob Drogen oder Waffen im Auto seien, was Robinette verneinte und zustimmte, dass der Polizist sein Auto durchsuchen dürfe. Hierbei wurden Marijuana und eine Ecstasy-Tablette gefunden.
Robinette wurde festgenommen und später wegen Drogenbesitzes verurteilt. Vor Gericht argumentierte er, die gefundenen Drogen seien als Beweismittel unzulässig, da es sich um eine rechtswidrig angeordnete Durchsuchung gehandelt habe. Ihm sei nicht klar gewesen, dass die Verkehrskontrolle zu dem Zeitpunkt der Frage nach der Fahrzeugdurchsuchung beendet war. Unter dem Eindruck einer laufenden Fahrzeugkontrolle habe er die Zustimmung zur Durchsuchung nicht frei von Zwang abgeben können.

## Urteil
Das Gericht bestätigte die Rechtmäßigkeit der Durchsuchung und die Verurteilung Robinettes. Der Polizei aufzuerlegen, das genaue Ende jeder Verkehrskontrolle bekannt zu geben, sei „unrealistisch“. Ob eine Person ihr Recht, eine Durchsuchung abzulehnen, kenne, sei im vorliegenden Fall unerheblich und eine Zustimmung auch ohne Kenntnis dieses Rechts als freiwillig zu betrachten.